# Dystasia nubila
Dystasia nubila là một loài bọ cánh cứng trong họ Cerambycidae.